# Neaera leucoptera
Neaera leucoptera är en tvåvingeart som först beskrevs av Johnson 1907.  Neaera leucoptera ingår i släktet Neaera och familjen parasitflugor. Inga underarter finns listade i Catalogue of Life.